# Anime Insider
Anime Insider (англ. «Аниме-инсайдер») — американский ежемесячный журнал с новостями и статьями о культуре и индустрии аниме и манги, выпускающийся издательством Wizard Entertainment. Первоначальная версия этого издания — ежеквартальная — начала публикацию в 2001 году и выходила вплоть до осени 2002 года. Журнал носил название Anime Invasion. С ноября 2002 года он начал публиковаться раз в два месяца, а в апреле 2003 был переименован в Anime Insider. На ежемесячный формат журнал перешёл в июле 2005 года, сохраняя этот формат до своего закрытия в 2009 году. Кроме интервью и новостных репортажей, в это издание часто входили юмористические или сатирические колонки.
По данным на февраль 2008 года, Anime Insider вместе с Newtype USA входил в число лидеров продаж среди тематических изданий в США.